# Herz-Jesu-Kirche (Münster)

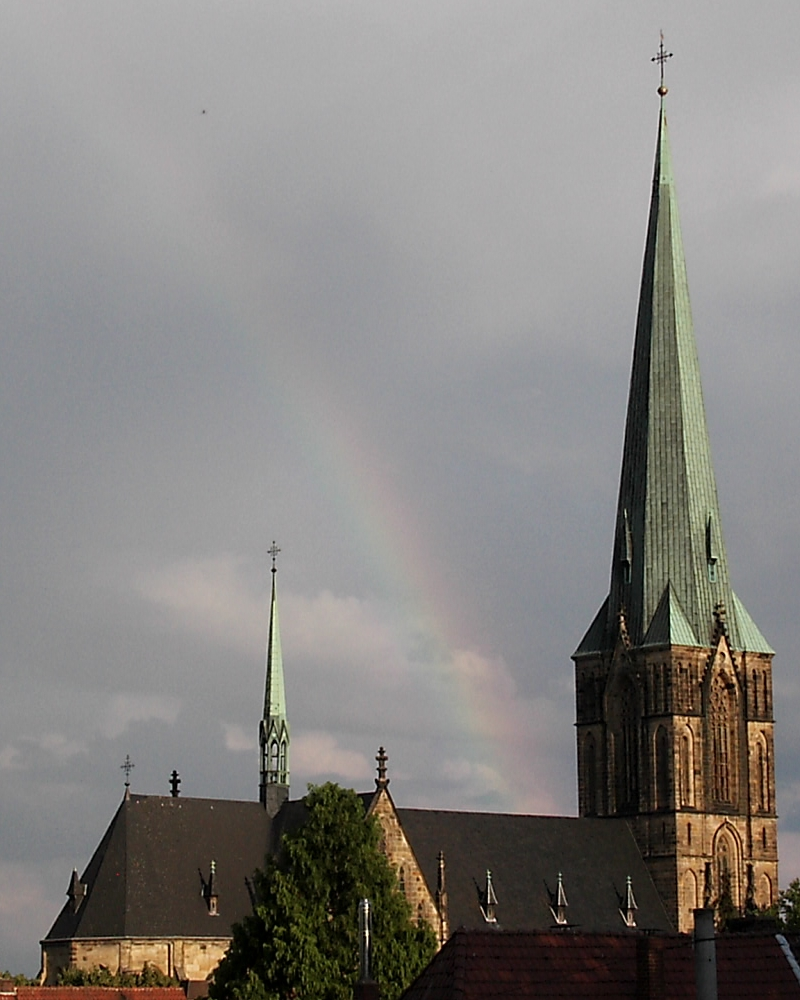
Herz-Jesu-Kirche von Nordwesten

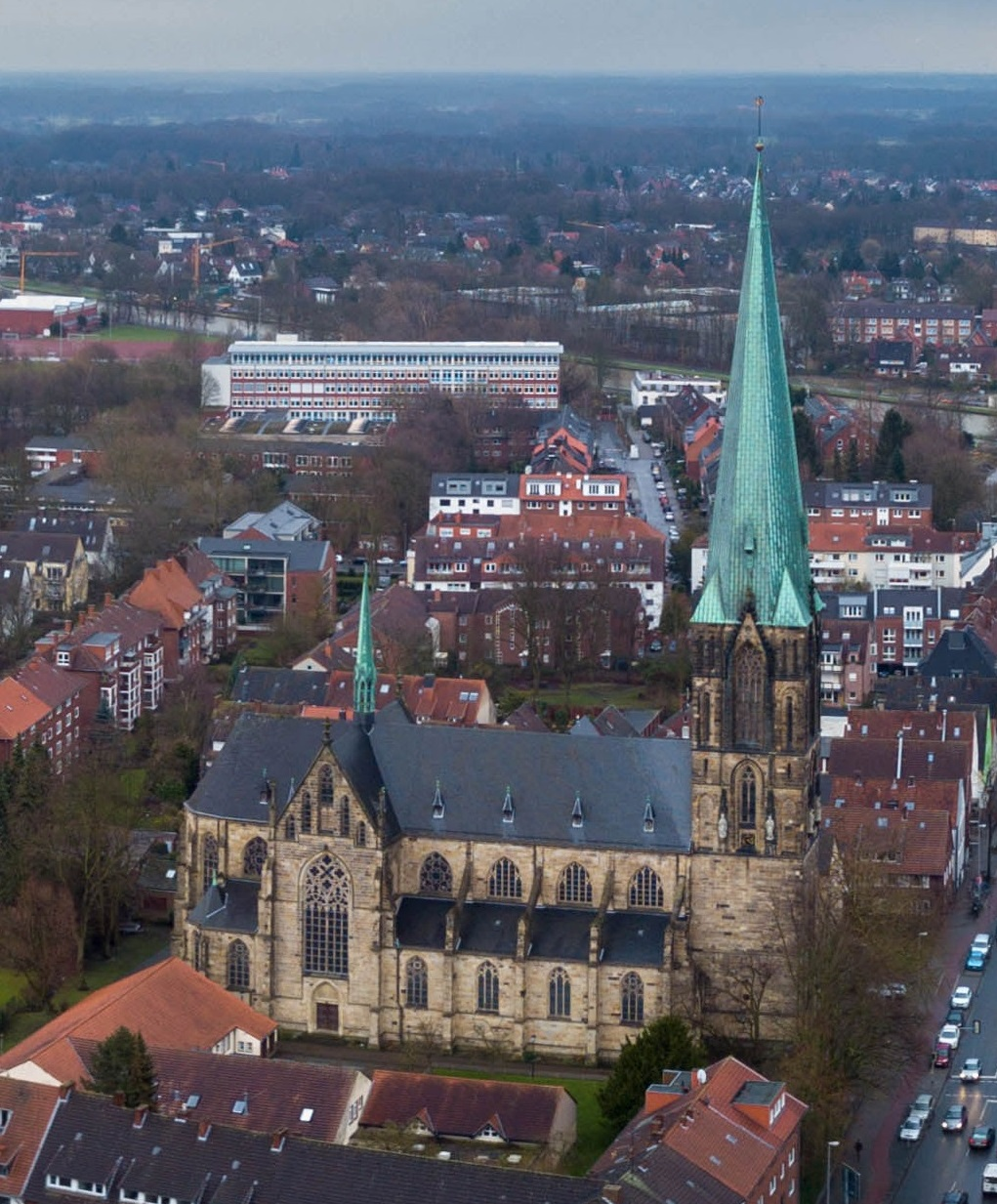
Luftbild

Die katholische Pfarrkirche Herz-Jesu-Kirche (ⓘ) liegt im Südosten von Münster in Westfalen, knapp außerhalb des Innenstadtrings, im nach ihr benannten Stadtviertel Herz-Jesu. Die Portalfassade weist zur Wolbecker Straße.

## Geschichte
Die neugotische Herz-Jesu-Kirche ist in den Jahren 1895 bis 1900 nach Plänen des Münsteraner Architekten Wilhelm Rincklake erbaut worden. Sie wurde am 22. Juni 1900, dem Patronatsfest, konsekriert und ist die erste Kirche im Bistum Münster, die dem Herzen Jesu geweiht wurde.
Die Kirche ist in Nord-Süd-Richtung ausgerichtet. Sie besteht aus einem dreischiffigen Langhaus mit einem Querhaus, dessen Arme jedoch kaum über die Seitenschiffe des Langhauses hinausreichen. An das Langhaus schließt im Süden der mächtige, viergeschossige und weit sichtbare Glockenturm an. Er ist 94,6 Meter hoch, damit der höchste Kirchturm Münsters und wird „Fingerzeig Gottes“ genannt. Die Kirche selbst ist 61 Meter lang, 22 Meter breit; das Hauptschiff ist 24 Meter hoch, die Seitenschiffe sind 11 Meter hoch.

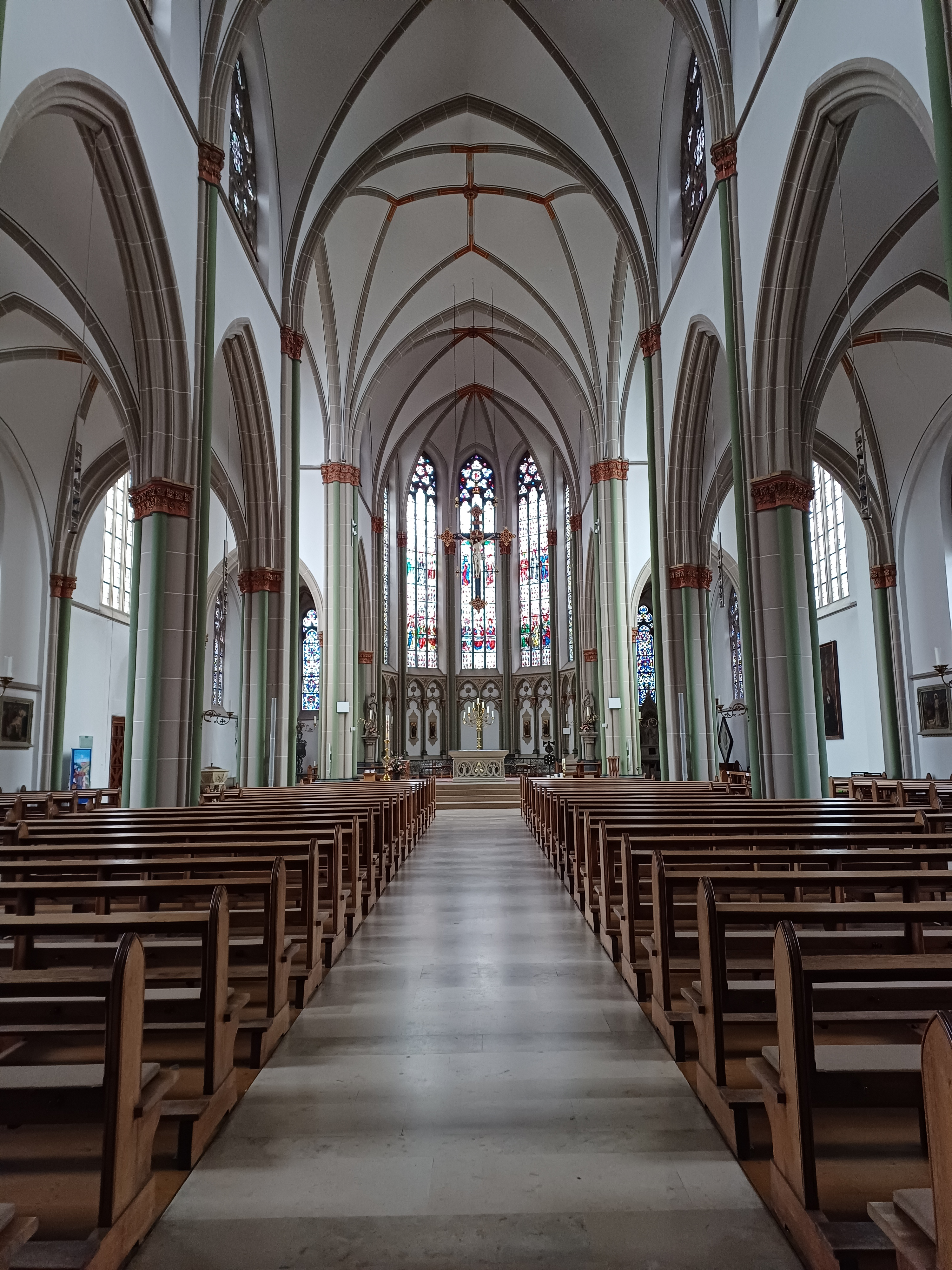
Altarraum der Herz-Jesu-Kirche

Im Zweiten Weltkrieg wurden das Gewölbe, der Hauptaltar und alle Fenster durch Bomben zerstört. Unbeschadet überstanden den Krieg allein die Sakristei mit ihren handgeschnitzten Paramentenschränken. 1951 wurde die Kirche wiederhergestellt, später wurden dann die Kirchenfenster erneuert. In den Jahren 1970/1971 wurde die Kirche infolge des Zweiten Vaticanums umgestaltet: Es entstand eine Altarinsel in der Vierung. Der Hochaltar wurde entfernt. Der Chorraum hinter der Altarinsel wird heute als Werktagskirche genutzt.
Die Pfarrgemeinde Herz Jesu und St. Elisabeth wurde am 30. Mai 2013 mit den Pfarrgemeinden St. Benedikt und Hl. Edith Stein, in die Kirchengemeinde Sankt Mauritz eingegliedert. Seitdem ist die Herz-Jesu-Kirche eine Filialkirche.

## Ausstattung

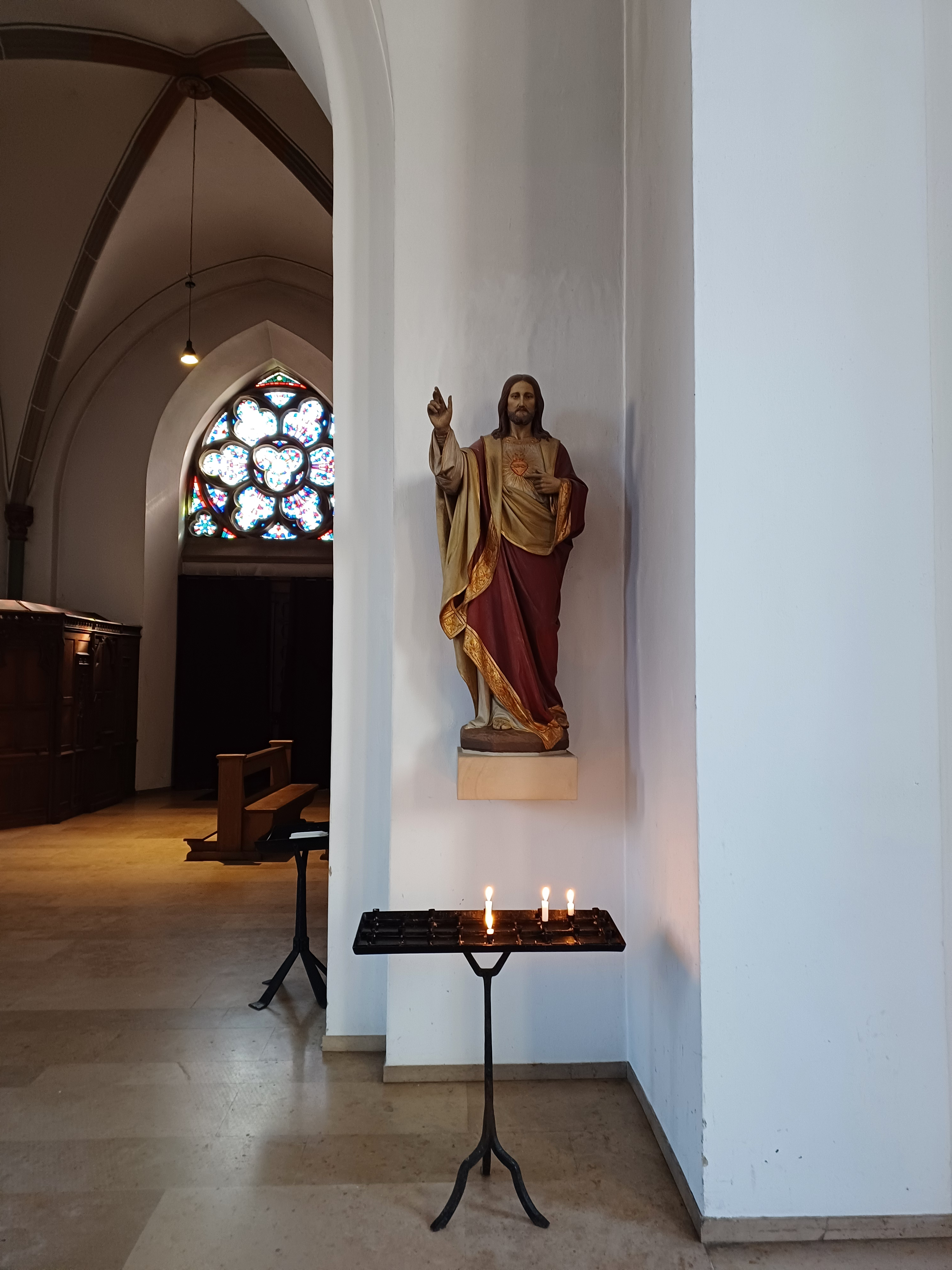
Herz-Jesu-Statue unterhalb der Orgelempore

Die Ausstattung wurde nach den Kriegsverlusten durch neue Stücke ergänzt. Erwähnenswert sind das Triumphkreuz, der Tabernakel und die Evangelistenfiguren. Unterhalb der Orgelempore befindet sich eine Herz-Jesu-Statue aus dem Atelier des Münsteraner Bildhauers August Schmiemann.

## Orgeln
Die Kirche beherbergt eine Hauptorgel (1954) auf einer Empore im Südwerk, und eine Chororgel (1993), die im östlichen Querschiff untergebracht ist.
Die erste Orgel wurde 1924 von Friedrich Fleiter (Münster) mit einem neugotischen Prospekt und 56 Registern erbaut, die allerdings im Zweiten Weltkrieg stark beschädigt wurde. 1954 erbaute Fritz Klingenhegel (Münster) ein neues Instrument mit Freipfeifenprospekt. 1993 lieferte die Fa. Fleiter aus Münster einen neuen Spieltisch für die Hauptorgel und ergänzte die Disposition.
| I Hauptwerk C–g3 |                 |       |
| 1.               | Rohrpommer      | 16′   |
| 2.               | Prinzipal       | 8′    |
| 3.               | Spillpfeife     | 8′    |
| 4.               | Singend Gedackt | 8′    |
| 5.               | Oktave          | 4′    |
| 6.               | Nachthorn       | 4′    |
| 7.               | Kleinoktave     | 2′    |
| 8.               | Kornett III     | 2 ⁄3′ |
| 9.               | Mixtur VI       | 1 ⁄3′ |
| 10.              | Trompete        | 8′    |

| II Positiv C–g3 |                     |       |
| 11.             | Gamba               | 8′    |
| 12.             | Quintade            | 8′    |
| 13.             | Rohrgedackt         | 8′    |
| 14.             | Praestant           | 4′    |
| 15.             | Koppelflöte         | 4′    |
| 16.             | Schwiegel           | 2′    |
| 17.             | Spitzquinte         | 1 ⁄3′ |
| 18.             | Glitzernd Pfeife II | 1⁄2′  |
| 19.             | Sesquialtera II-III | 2 ⁄3′ |
| 20.             | Scharff IV          | 2⁄3′  |
| 21.             | Trichterdulizian    | 8′    |
|                 | Tremulant           |       |

| III Schwellwerk C–g3 |                    |        |
| 22.                  | Bordun             | 16′    |
| 23.                  | Holzflöte          | 8′     |
| 24.                  | Harfpfeife         | 8′     |
| 25.                  | Vox coelestis      | 8′     |
| 26.                  | Zartgedackt        | 8′     |
| 27.                  | Weitoktave         | 4′     |
| 28.                  | Rohrnasard         | 2 ⁄3′  |
| 29.                  | Trichterpfeife     | 2′     |
| 30.                  | Blockflötenterz    | 1 3⁄5′ |
| 31.                  | Lieblich Prinzipal | 1′     |
| 32.                  | Kleinmixtur IV     | 1′     |
| 33.                  | Hellzimbel III     | 1⁄2′   |
| 34.                  | Engtrompete        | 16′    |
| 35.                  | Hornoboe           | 8′     |
| 36.                  | Weittrompete       | 4′     |
|                      | Tremulant          |        |

| Pedal C–f1 |                 |     |
| 37.        | Prinzipalbass   | 16′ |
| 38.        | Subbass         | 16′ |
| 39.        | Echobass        | 16′ |
| 40.        | Oktavbass       | 8′  |
| 41.        | Holzgedackt     | 8′  |
| 42.        | Choralbass      | 4′  |
| 43.        | Hohlflöte       | 2′  |
| 44.        | Schweizerpfeife | 1′  |
| 45.        | Rauschpfeife VI | 2′  |
| 46.        | Bombarde        | 32′ |
| 47.        | Posaune         | 16′ |
| 48.        | Feldtrompete    | 8′  |
| 49.        | Clairon         | 4′  |

- Koppeln: II/I, III/I, III/II, I/P, II/P, III/P

Die Chororgel wurde im Jahr 1993 von der Fa. Fleiter aus Münster erbaut und so eingerichtet, dass von ihr aus die Hauptorgel anspielbar ist.
| I Hauptwerk C–g3 |            |       |
| 1.               | Rohrflöte  | 8′    |
| 2.               | Prinzipal  | 4′    |
| 3.               | Oktave     | 2′    |
| 4.               | Mixtur III | 1 ⁄3′ |

| II Positiv C–g3 |              |        |
| 5.              | Holzgedackt  | 8′     |
| 6.              | Gamba        | 8′     |
| 7.              | Gedacktflöte | 4′     |
| 8.              | Quinte       | 2 ⁄3′  |
| 9.              | Terz         | 1 3⁄5′ |
| 10.             | Hautbois     | 8′     |

| Pedal C–f1 |                        |        |
| 11.        | Subbass                | 16′    |
| 12.        | Holzgedackt (= Nr. 5)  | 8′     |
| 13.        | Gedacktflöte (= Nr. 7) | 4′     |
| 14.        | Quinte (= Nr. 8)       | 2 ⁄3′  |
| 15.        | Terz (= Nr. 9)         | 1 3⁄5′ |
| 16.        | Hautbois (= Nr. 10)    | 8′     |

- Koppeln: II/I, I/P

## Glocken
Im Turm befindet sich ein sechs-stimmiges V12 Geläut, das die Gemeinde 1948 erworben hat. Das Geläut war beim Bochumer Katholikentag zum Einsatz gekommen. Das vormalige Geläut war der Waffenproduktion in den beiden Weltkriegen zum Opfer gefallen.
| Nr. | Name                 | Gussjahr | Gießer | Durchmesser (mm) | Gewicht (kg) | Nominal |
| 1   | Josef                | 1949     | BVG    | 2270             | 4860         | gis0    |
| 2   | Herz Jesu            | 1949     | BVG    | 1910             | 3060         | h0      |
| 3   | Franziskus v. Assisi | 1949     | BVG    | 1700             | 2085         | cis1    |
| 4   | Maria Himmelskönigin | 1949     | BVG    | 1605             | 1810         | dis1    |
| 5   | Ludgerus             | 1949     | BVG    | 1275             | 855          | fis1    |
| 6   | Schutzengel          | 1949     | BVG    | 1135             | 625          | gis1    |